# ألبرتو جي. باني
ألبرتو جي. باني هو اقتصادي ووزير ومهندس معماري وسياسي مكسيكي، ولد في 12 يونيو 1878، وتوفي في 25 أغسطس 1955. انتخب وزير الخارجية ‏.